# 諾曼·奧斯朋
諾曼·奧斯朋，是漫威漫畫中的虛構超級反派角色，為最原始和最知名的綠惡魔，由作家史丹·李和藝術家史蒂夫·迪特科創作。諾曼·奧斯朋首次於《神奇蜘蛛人》#14中登場。

## 人物

《雷霆特工隊 Vol. 1》#120中的綠惡魔
由麥克·奧多托繪製。

諾曼·維吉爾·奧斯朋（Norman Virgil Osborn）出生於美國康乃狄克州紐哈芬市，是企業家安柏森·奧斯朋的兒子，家中十分富有，但他的父親在失去公司的控制權和他的財產後變成了一位酗酒者，並經常虐待家人，令諾曼很鄙視他的父親，並透過殺人來減輕父親虐待的壓力。
在父親失去財產後，在一個暴風雨的夜晚，諾曼被鎖在父親的地下室裡。諾曼害怕黑暗，並看到一隻像惡魔一樣的生物潛伏在地下室裡，被該生物嚇到的諾曼從此意識到黑暗比光更好，使諾曼多年來變得更加強硬和無畏。
諾曼在大學修讀化學、企業經濟學和電機工程學，並遇到了他的愛人艾蜜莉·奧斯朋，最後結婚並育有一名兒子哈利·奧斯朋。在他成年後，諾曼在他的大學教授孟德爾·斯特羅姆的幫助下共同創立了一家為美國軍方提供軍事技術與裝備的公司奧斯朋企業並成為公司的執行長兼行政總裁。由於公司取得了巨大成功，諾曼重新獲得了在童年時失去的財富。然而，他的妻子在哈利只有一歲時便患了重病，最後逝世。面對太太逝世的壓力促使諾曼更努力工作，但亦導致他忽略了兒子哈利。
諾曼因為希望獲得更多奧斯朋企業的控制權而指責斯特羅姆侵吞，斯特羅姆被捕後，他的公司股份都賣給了諾曼。某天，諾曼在探索斯特羅姆的財產時發現了一種用於增強體能和智力的化學配方。在研究的期間，該配方突然變成綠色並朝著諾曼的臉上爆炸。該事故的確大大增加了他的智商和體力，但同時也產生了副作用，就像他多年前的父親一樣，會使他陷入自我毀滅般的瘋狂狀態。
諾曼採用了“綠惡魔”的身份，畢生目標是成為紐約市最強大的有組織犯罪領導者，並打算通過擊敗超級英雄蜘蛛人來鞏固自己的地位。

## 能力
該實驗事故令諾曼從此擁有了超人的力量、速度、反應能力和身體耐力，體內亦擁有低水平的再生自癒因子，此外亦大大增強了諾曼本來便高於普通人的智商，使他成為一個真正的天才，在遺傳學、機器人學、工程學、物理學和應用化學等科學領域上都取得巨大的突破，但配方同時亦令諾曼變得瘋狂，導致他有十分危險的情緒波動和經常產生幻覺。

### 綠惡魔時期的武器
諾曼在擔任綠惡魔時配備了各種十分獨特的高科技武器和裝備，他在成為綠惡魔時會穿著一件綠色的服裝，服裝的下方是一個防彈的鎖子甲，上方則是一件重疊在服裝上的紫色外衣，他配戴的面具中內置了一個氣體過濾器以保護他免受自己的化學品所產生的有毒氣體干擾，而綠惡魔最著名的武器是他的南瓜型狀的炸彈和蝙蝠型狀的飛鏢。
綠惡魔的另一個著名武器就是他的交通工具「惡魔滑翔機」，前身是一把機械掃帚，後來被改良成一架以惡魔為主題的滑翔機，滑翔機內置熱力追蹤飛彈、智能導彈、機槍和火焰發射器，而且可以伸出刀片。

### 鋼鐵愛國者時期的武器
在接替「鋼鐵人」東尼·史塔克成為新任的神盾局局長後，諾曼將被查封的史塔克大廈中的一套鋼鐵人動力服塗裝成美國國旗的配色並把它命名為“鋼鐵愛國者”留給自己使用。
除了無法使用原本的電弧反應爐而讓動力不及東尼的鋼鐵裝外，其他像是鋼鐵裝賦予的超級力量、防禦性能、飛行能力、能量衝擊波和小型導彈等都不會輸給東尼發明的鋼鐵裝。

## 其他媒體

### 電視
- 《蜘蛛人（英语：Spider-Man (1967 TV series)）》：由萊恩·卡爾森（英语：Len Carlson）配音。
- 《蜘蛛人（英语：Spider-Man (1981 TV series)）》：由尼爾·羅斯（英语：Neil Ross）配音。
- 《蜘蛛俠和他的驚奇朋友》：由丹尼斯·馬克斯（英语：Dennis Marks (screenwriter)）配音。
- 《蜘蛛人》：由尼爾·羅斯配音。
- 《超級蜘蛛人（英语：Spider-Man Unlimited）》：由里諾·羅馬諾（英语：Rino Romano）配音。
- 《新蜘蛛人（英语：Spider-Man: The New Animated Series）》
- 《神奇蜘蛛人》：諾曼·奧斯朋由阿倫·拉欽斯（英语：Alan Rachins）配音，綠惡魔由史蒂芬·布魯姆（英语：Steven Blum）配音。
- 《終極蜘蛛俠》：由斯蒂文·韋伯配音[2]。
- 《天雷爭霸：復仇者聯盟》
- 《漫威未來 - 復仇者聯盟（日语：マーベル フューチャー・アベンジャーズ）》：由家中宏配音。
- 《蜘蛛人》：由喬許·基頓（英语：Josh Keaton）配音。

### 電影
- 蜘蛛人三部曲：由威廉·達佛飾演諾曼·奧斯朋（英语：Norman Osborn (Sam Raimi film series)）
  - 《蜘蛛人》（2002年）
  - 《蜘蛛人2》（2004年）：以幻覺的形式客串。
  - 《蜘蛛人3》（2007年）：以幻覺的形式客串。

- 驚奇再起系列：由克里斯·庫柏飾演諾曼·奧斯朋
  - 《蜘蛛人驚奇再起2：電光之戰》[3]（2014年）

- 漫威電影宇宙：由威廉·達佛回歸飾演諾曼·奧斯朋
  - 《蜘蛛人：無家日》[4]（2021年）：諾曼在《蜘蛛人》中被滑翔機刺穿身體後，臨死之際被奇異博士的魔咒傳送到漫威电影宇宙中。

#### 動畫電影
- 《蜘蛛人：新宇宙》，由喬瑪·塔科內（英语：Jorma Taccone）配音[5][6]。

### 遊戲

#### 蜘蛛人遊戲
- 《蜘蛛人（英语：Spider-Man (Atari 2600 video game)）》
- 《蜘蛛人（英语：Spider-Man: The Video Game）》[7]
- 《蜘蛛人（英语：Spider-Man (1995 video game)）》
- 《神奇蜘蛛人：致命的敵人（英语：The Amazing Spider-Man: Lethal Foes）》
- 《蜘蛛人（英语：Spider-Man (2002 video game)）》
- 《終極蜘蛛人（英语：Ultimate Spider-Man (video game)）》
- 《蜘蛛人：為紐約而戰（英语：Spider-Man: Battle for New York）》
- 《蜘蛛人：暗影之網（英语：Spider-Man: Web of Shadows）》
- 《蜘蛛人：是敵是友（英语：Spider-Man: Friend or Foe）》
- 《終極蜘蛛人：全面破壞（英语：Ultimate Spider-Man: Total Mayhem）》
- 《蜘蛛人：破碎次元（英语：Spider-Man: Shattered Dimensions）》
- 《蜘蛛人：飛越無限（英语：Spider-Man Unlimited (video game)）》
- 《迪士尼無限世界：漫威超級英雄》
- 《蜘蛛俠》：由馬克·羅斯頓配音[8]。這個版本的諾曼是紐約市市長兼奧斯朋企業的總裁。
- 《蜘蛛人2》

#### 其他漫威遊戲
- 《Marvel：終極聯盟2（英语：Marvel: Ultimate Alliance 2）》[9]
- 《漫威對卡普空3：兩個世界的命運（英语：Marvel vs. Capcom 3: Fate of Two Worlds）》[10]
- 《終極漫威對卡普空3（英语：Ultimate Marvel vs. Capcom 3）》[11]
- 《漫威超級英雄戰隊Online（英语：Marvel Super Hero Squad Online）》
- 《Marvel：復仇者聯盟（英语：Marvel: Avengers Alliance）》
- 《漫威英雄 Online》
- 《乐高漫威超级英雄》
- 《Marvel：超級爭霸戰（英语：Marvel: Contest of Champions）》
- 《迪士尼無限世界3.0》
- 《MARVEL未來之戰》
- 《Marvel：復仇者聯盟2》[12]
- 《漫威拼圖探索（英语：Marvel Puzzle Quest）》[13]
- 《漫威復仇者學院（英语：Marvel Avengers Academy）》[14]
- 《樂高漫威超級英雄2（英语：Lego Marvel Super Heroes 2）》[15]
- 《漫威對卡普空：無限（英语：Marvel vs. Capcom: Infinite）》

## 外部連結
- Green Goblin (Norman Osborn)（页面存档备份，存于） 漫畫書數據庫
- Iron Patriot (Norman Osborn)（页面存档备份，存于） 漫畫書數據庫
- Red Goblin（页面存档备份，存于） 漫畫書數據庫
- Green Goblin (Norman Osborn)（页面存档备份，存于） 超級英雄數據庫
- Green Goblin (SONY) （页面存档备份，存于） 超級英雄數據庫
- Green Goblin (Norman Osborn)（页面存档备份，存于） 漫威漫畫數據庫